# Le Transalsace International
Le Transalsace International era una corsa a tappe maschile di ciclismo su strada che si svolse in Francia tra il 1997 e il 2003, nel mese di agosto. Era riservata agli Under 23.

## Albo d'oro
| Anno | Vincitore          | Secondo        | Terzo                    |
| ---- | ------------------ | -------------- | ------------------------ |
| 1997 | Marcel Strauss     |                |                          |
| 1998 | Thorwald Veneberg  |                |                          |
| 1999 | Jamie Burrow       | Cadel Evans    | Gerhard Trampusch        |
| 2000 | Bjorn Hoeben       | Jörg Förster   | Jonas Ljungblad          |
| 2001 | Domenico Pozzovivo | Patrick Kofler | Fabian Wegmann           |
| 2002 | Pieter Weening     |                |                          |
| 2003 | Julien Mazet       | Jeremy Yates   | Jonathan Patrick McCarty |